# Український народний театр імені Івана Тобілевича
Український народний театр імені Івана Тобілевича — один з театрів Західної України, створений 1928 року в Станіславові Я. Давидовичем як стаціонарний театр, спершу з перевагою музичного репертуару.
З 1929–1930 років під керівництвом Миколи Бенцаля і Володимира Блавацького став мандрівним.
У діяльності УНТТ були репрезентовані два напрями: прихильника літ.-реалістичного театру М. Бенцаля і В. Блавацького, що орієнтувався на стиль «Березоля».
1933 (вересень) — Блавацький з частиною акторів перейшов до театру «Заграва»; наприкінці 1938 р. з обох цих театрів утворився Театр ім. Івана Котляревського (1938–1939), на базі якого у вересні 1939 постав Львівський Державний Український Драматичний Театр ім. Лесі Українки.

## Репертуар
Головні вистави перших років:
- «Мина Мазайло» Миколи Куліша,
- «Пурга» Д. Щеглова,
- «Грішниця з острова ПаґоПаґо» С. Моема,
- «Несподіванка» К. Розтворовського.

Найбільші досягнення Український народний театр ім. Тобілевича мав у героїчно-романтичному репертуарі:
- «Сонце Руїни» В. Пачовського,
- «Гори говорять» за У. Самчуком,
- «Довбуш» Е. Задвірського,
- «Орленя» І. Зубенка,
- «Отаман Пісня» М. Чирського,
- інсценізація «Мазепи» (за Б. Лепким) та «Холодний Яр» (за Ю. Горліс-Горським).

Крім того, ставив комедії Г. Лужницького («Акорди», «Подружжя у двох мешканнях»); українську класику («Чумаки» І. Карпенка-Карого, «Лісову пісню» Лесі Українки та ін.); оперети («Корневільські дзвони» Плянкета, «Орфей у пеклі» Оффенбаха, «Дівча з Маслосоюзу», «Шаріка», «Гуцулка Ксеня», «Пригоди в Черчі» Я. Барнича).

## Акторський склад
Найвизначніші актори:
- Олена Бенцалева,
- Леся Кривіцька,
- Марія Слюсарівна,
- Лавро Кемпе і Клавдія Кемпе,
- Іван Рубчак,
- Олександр Яковлів,
- Леонід Боровик,
- Володимир Карп'як,
- Володимир Королик,
- Анатоль Радванський,
- Олена Голіцинська,
- Наталія Сарамага,
- Ванда Коссакова-Сорокова,
- Іван Іваницький,
- Ганна Совачева.